# Męczennicy z Nagasaki
Męczennicy z Nagasaki, Paweł Miki i 25 towarzyszy (jap. 日本二十六聖人 Nihon-nijūroku-seijin; pol. 26 japońskich świętych) – 26 męczenników, ofiary prześladowań katolików, ukrzyżowani w Nagasaki w dniu 5 lutego 1597 r., święci Kościoła katolickiego.

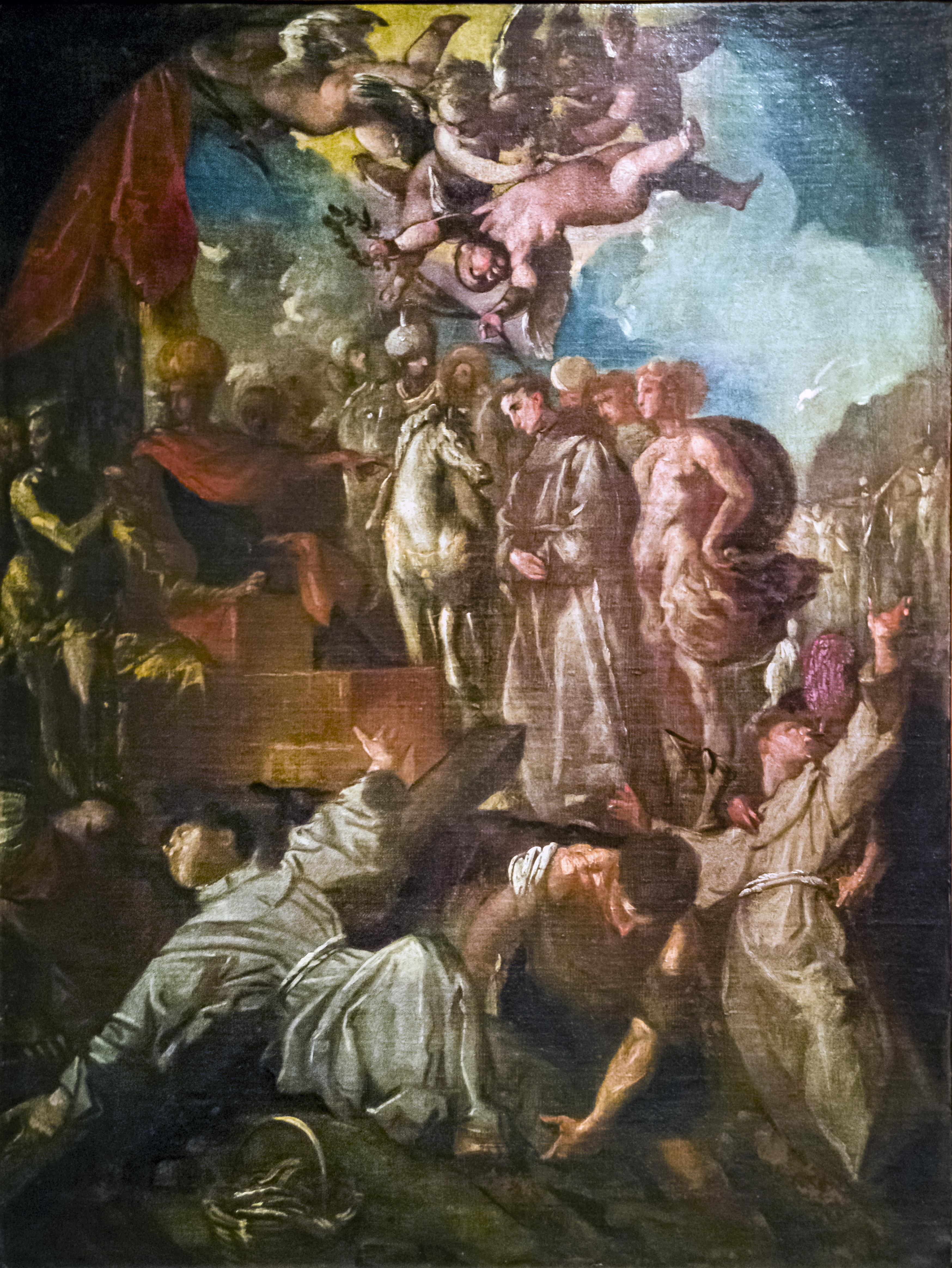
Męczeństwo franciszkanów w Nagasaki - Francesco Maffei

Pomyślne początkowo wprowadzanie chrześcijaństwa m.in. za sprawą św. Franciszka Ksawerego po latach napotkało szereg problemów. Rosnąca liczba wyznawców spowodowała zmianę nastawienia władz, które obawiały się osłabienia swej pozycji. Ponadto, na kolejnych siogunach i niektórych panach feudalnych (daimyō) negatywne wrażenie wywarły konflikty pomiędzy kupcami hiszpańskimi i portugalskimi, a także spory między samymi misjonarzami o metody ewangelizacji. Wszystkie te czynniki stały się przyczyną prześladowań. Za sprawą dekretu wydanego w 1587 r. przez Hideyoshiego Toyotomi podjęto działania, prowadzące do eksterminacji chrześcijan.
Grupa Męczenników z Nagasaki to ofiary pierwszych prześladowań wymierzonych przeciwko katolikom. Zostali aresztowani i poddani torturom. Obcięto im uszy i tak okaleczonych wystawiono na widok publiczny, wożąc po ulicach miasta. W trakcie egzekucji skazańcy modlili się i śpiewali psalmy. Powieszeni na krzyżach zostali dobici przez katów lancami.

## Lista ukrzyżowanych
(W grupach zakonnych).
japońscy jezuici
- Paweł Miki – ur. 1565
- Jan Sōan (z Gotō) – ur. 1578
- Jakub Kisai – ur. 1533

franciszkanie
- Gonsalwy Garcia – ur. 1562
- Franciszek Blanco – ur. ok. 1567
- Piotr Chrzciciel Blázquez – ur. 1542
- Marcin od Wniebowstąpienia a’Aguirre – ur. 1567
- Filip od Jezusa de Las Casas – ur. 1571
- Franciszek od św. Michała de la Parilla

wierni świeccy, tercjarze franciszkańscy
- Franciszek Fahelante[9] – ur. 1543
- Bonawentura z Meako (Miyako)
- Kosma Takeya
- Jan Kinoya (Kisaka) – ur. 1568
- Antoni z Nagasaki (Deynam) – ur. 1584, był synem Chińczyka i Japonki, ministrant. Zmuszony przed śmiercią do przejścia drogi między Meako, Osaką i Nagasaki, nie uległ namowom do porzucenia wiary. Razem z innymi ukrzyżowanymi odmawiał w czasie kaźni psalm Laudate, pueri, Dominum[10].
- Joachim Sakakibara – ur. 1556
- Gabriel z Duisko (z Meako) – ur. 1577
- Franciszek z Meako
- Leon Karasuma
- Ludwik Ibaraki – ur. 1584, ministrant, nie uległ obietnicom deklarując, iż najwyżej ceni niebo. Ostatnimi słowami wypowiedzianymi przez niego przed śmiercią były: „Raju, o raju”.
- Maciej z Meako
- Michał Kozaki – ur. 1551, tercjarz franciszkański, katechista, aresztowany z synem Tomaszem w Osace.
- Paweł Ibaraki
- Paweł Suzuki – ur. 1563
- Piotr Sukejirō
- Tomasz Kozaki – ur. ok. 1582, syn Michała, ministrant
- Tomasz Dangi

Wspomnienie liturgiczne świętych męczenników obchodzone jest 6 lutego.

## Proces beatyfikacyjny i kanonizacyjny
Dzięki relacji Ludwika Froisa SJ, który był naocznym świadkiem śmierci Pawła Miki i towarzyszy, spisanej 15 marca 1597 roku, procedury uznania męczeństwa za wiarę tej grupy były ułatwione.
14 września 1627 roku papież Urban VIII beatyfikował Pawła Miki i towarzyszy, zaś kanonizacji dokonał 8 czerwca 1862 roku Pius IX. Do kalendarza liturgicznego męczennicy japońscy z Nagasaki zostali włączeni w 1969 r. przez papieża Pawła VI i wymieniani są w litanii do Wszystkich Świętych.